# Hengtang (köpinghuvudort i Kina, Jiangxi Sheng, lat 29,35, long 115,89)
Hengtang är en köpinghuvudort i Kina. Den ligger i provinsen Jiangxi, i den sydöstra delen av landet, omkring 74 kilometer norr om provinshuvudstaden Nanchang. Antalet invånare är 17 443. Befolkningen består av 8 274 kvinnor och 9 169 män. Barn under 15 år utgör 25,0 %, vuxna 15-64 år 68 %, och äldre över 65 år 6,0 %.
Runt Hengtang är det tätbefolkat, med 286 invånare per kvadratkilometer. Närmaste större samhälle är Puting, 12,6 km väster om Hengtang. Trakten runt Hengtang består till största delen av jordbruksmark.
Genomsnittlig årsnederbörd är 2 141 millimeter. Den regnigaste månaden är maj, med i genomsnitt 334 mm nederbörd, och den torraste är januari, med 59 mm nederbörd.